# SIEF
O SIEF (Sistema Integrado de Informações Econômico Fiscais) é um programa de computador elaborado pelo Serpro que consiste na re-informatização global da SRF, pela visão integral do contribuinte unificando e integrando todos os demais sistemas corporativos da Receita Federal. Utiliza-se da mais moderna tecnologia e mecanismos de segurança, adequados à salvaguarda da integridade, consistência e privacidade dos dados relativos ao contribuinte brasileiro. Funciona de forma descentralizada e é acessado pelas Delegacias e Unidades Administrativas da SRF, via Rede Local. Implementado pelo Serpro.
Neste sistema são controlados os créditos tributários que têm origem nas informações prestadas pelo contribuinte por meio das declarações DCTF, PER/DCOMP, DSPJ, DASN e PGDAS-D. Os créditos tributários declarados na DIRPF e na DITR, bem como as contribuições previdenciárias declaradas em GFIP, ainda não são controlados por este sistema.
A partir de 1997, o contribuinte deve informar na DCTF seus débitos e os respectivos créditos vinculados. Estes créditos vinculados são verificados em auditoria interna, momento em que são confrontadas as informações prestadas pelo contribuinte na DCTF com as existentes nos sistemas da SRF e PGFN, de acordo com os critérios específicos para cada tipo de crédito vinculado. Os créditos vinculados poderão ser validados (confirmados) ou não.